# 齊藤千穗
齊藤千穗（日语： Saitō Chiho，6月29日—），是日本東京都出身的漫畫家。血型是B型。

## 人物介绍

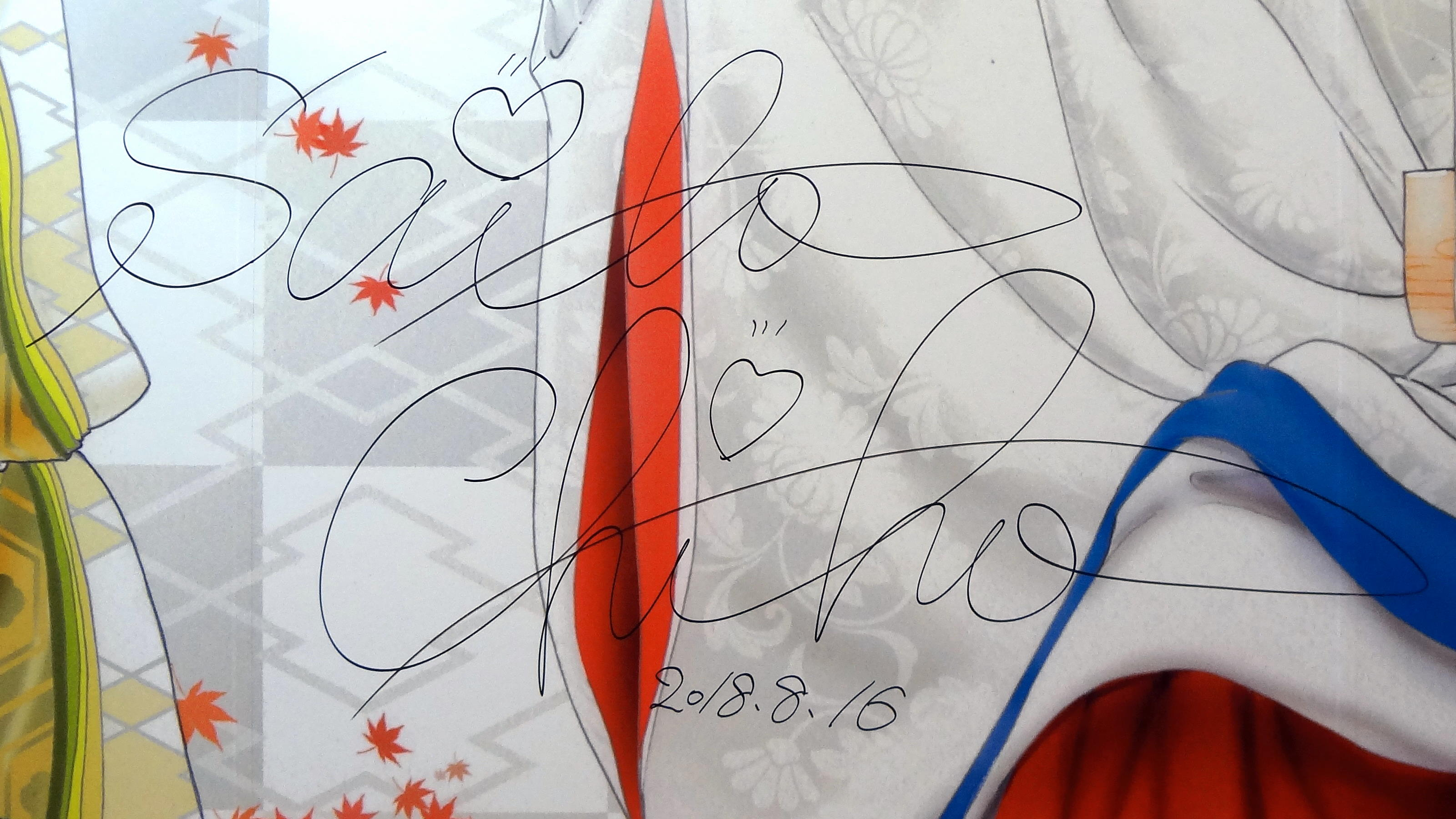
2018年（第19屆）漫畫博覽會，齊藤千穗的簽名

1982年以《劍與小姐》一作刊載於日本漫画期刊《花冠》的春季號正式出道，这部短篇作品是以《三剑客》为题材画出来的，之後也陸續於日本少年週刊《少女Comic》與《Petit Comic》上發表作品。其中以《白色圓舞曲》、《花冠安琪兒》等作品為其人氣代表作。被認為就像是在寶塚歌劇團的舞台那樣，作品風格涵括大和風的歷史浪漫、愛情劇、淑女風格以至於兒童取向的作品，範圍廣大。
小学时代喜欢用铅笔在草稿纸上画画；后来看了池田理代子的漫画《凡尔赛玫瑰》后觉得线条用沾水笔画得很漂亮，所以改用沾水笔来画画。之后还模仿了不少钢笔画手们的作品，对自己喜欢的漫画家的画风全盘吸收，因为这样而对画漫画打下了较好的基础。曾在自己买的《凡尔赛玫瑰》等漫画的内页里涂上了颜色。每天在放学回家后都要画漫画，大多都是受同学所托，有的要《凡尔赛玫瑰》、有的要《波之一族》，在笔记本内都记录着十多个人的名字，当然这是免费为他们画的。在中学时代齊藤才立志要当一名“职业漫画家”。高一的时候特别爱看《三剑客》的电影，一共看了二十多遍，对今后所创作漫画中的题材有一定的影响。直到20岁才开始向出版社投稿，但投去的稿子被屡次遭到枪毙，最后投的几个稿子里还在《少女Comic》里获得两次奖。
最初编辑在审核齊藤画稿的时候非常严厉，总是用红笔在不合格的地方画上红圈，总说“这里画得不够细腻”、“这里画得太挤”；而使齊藤受到打击，每次总是哭着回家。那段时间齊藤都处于一种消极的状态，但她心里总想着一定会成功，所以才没放弃画漫画。
齊藤成为漫画家后一边画漫画一边又要学习画漫画，自己的作品在《少女Comic》上连载的制作周期是15天快些就能完成一回的画稿。前批连载完稿后第一天睡上一天来排除今后工作的疲劳；第二天与第三天什么工作也不干，就是作下家务出去买买东西；而第四天就是下一个工作的开头，将要开始构思一星期左右的故事情节与台词，15天中剩下的最后四天里将请来助手，开始作画，定稿。大约一天只睡3小时左右，实在太累的话又再睡上15分钟或30分钟左右。
齊藤早期是名夢想加入寶塚歌劇團的忠實寶塚劇迷。一般推測他應該就是寶塚演員榛名由梨的支持者。而後也有參與寶塚歌劇團於1996年月組公演的《凱薩·波吉耳》的海報繪製，以及在1998至1999年期間在寶塚的專刊《寶塚GRAPH》中連載《惡魔的微笑·天使的淚》、《巴雷西亞的熾熱之花》、《銀之狼》等作品的此一深層關係。
1997年與導演幾原邦彥合作製作動畫《少女革命》，於1999年也參與該動畫電影版的製作，兩者也同時出版有漫畫作品。1997年以《花音》這部作品獲得第四十二回（平成8年）小學館漫畫賞。
目前仍持續於《月刊flowers》上有作品進行連載。

## 作品列表

### 短篇
- 桃色面具
- 戀物語、原名《日语：》
- 紫花情夢
- 紫丁香夜想曲
- 月下香小夜曲
- 如果有一天在夜晚相遇之時(暫譯)
- 盲目的愛(暫譯)
- 銀色歌劇
- 別鬧，小綿羊
- 異國王子 (民國80年9月，東立出版社)

### 連載
| 作品译名                                               | 其他译名          | 作品原名                     | 册数 | 中文版出版商 | 备注                 |
| ------------------------------------------------------ | ----------------- | ---------------------------- | ---- | ------------ | -------------------- |
| 情侶廣場                                               |                   |                              | 2    | 大然         |                      |
| 深情安琪兒→青蘋果迷宮                                  |                   | 青りんご迷宮                 | 3    | 大然→東立    |                      |
| 蝶夢芭蕾                                               |                   | 星を摘むドンナ               | 2    | 大然         | 原作：佐和水惠       |
| 天使之印                                               |                   | 天使のTATTOO                 | 2    | 大然         |                      |
| 白色圓舞曲→白色華爾茲                                  |                   | 円舞曲は白いドレスで         | 4    | 大然→尖端    |                      |
| 芭蕾娃娃→另一個傀儡娃娃                                | 幻影剧场（盗版）  | もう一人のマリオネット       | 8    | 大然→東立    |                      |
| 花冠安琪兒→花冠美人                                    |                   | 花冠のマドンナ               | 7    | 大然→東立    |                      |
| 白木蘭圓舞曲→深情白木蘭                                |                   |                              | 3    | 大然→尖端    | 《白色圆舞曲》的续篇 |
| 花音                                                   |                   | 花音                         | 6    | 大然→尖端    |                      |
| 少女革命                                               |                   | 少女革命ウテナ               | 5    | 大然→尖端    | 原作：               |
| 戀人神駒                                               | 飞骏奇缘（盗版）  | バシリスの娘                 | 4    | 大然         |                      |
| 少女革命外傳 思春期默示錄→劇場版 少女革命 思春期默示錄 |                   |                              | 1    | 大然→尖端    | 原作：               |
| 天使的微笑 惡魔的淚                                    |                   | 天使の微笑・悪魔の涙         | 1    | 大然         | 原作：宝冢歌剧团     |
| 桃色面具→假面淑女                                      |                   | レディー・マスカレード       | 2    | 大然→長鴻    |                      |
| 銀之狼                                                 | 银狼              | 銀の狼                       | 1    | 红星生产社   | 原作：宝冢歌剧团     |
| 千一夜之鍵→千一夜物語                                  |                   | 千一夜の鍵                   | 3    | 大然→長鴻    |                      |
| S&M的世界                                              |                   | SとMの世界                   | 2    | 台湾角川     | 原作：               |
| 迷情佳人→尋找公主                                      |                   | アナスタシア倶楽部           | 4    | 大然→尖端    |                      |
| 頂尖淑女                                               |                   | ファースト・ガール           | 5    | 東立         |                      |
| 普希金的天使                                           | 青铜的天使        | ブロンズの天使               | 6    | 長鴻         |                      |
| Beautiful–舞出美麗人生                                 | 天使的群舞        | ビューティフル               | 4    | 長鴻         |                      |
| 冰森舞姬–Ice Forest–                                   | 冰之恋人 冰之森林 | アイスフォレスト             | 12   | 長鴻         |                      |
| 型男情聖                                               |                   | gigolo                       | 1    | 東立         |                      |
| 續迷情佳人                                             |                   |                              | 1    |              |                      |
| 普希金的天使 外傳                                      |                   |                              | 1    | 長鴻         |                      |
| 子爵的危險關係                                         |                   | 子爵ヴァルモン〜危険な関係〜 | 2    | 東立         |                      |
| 龍鳳逆轉                                               | 真想让你们交换啊  | とりかえ・ばや               | 13   | 長鴻         |                      |

### 插畫（小說插圖）
- 新花織高中戀愛疑雲(暫譯)、原名《新花織高校恋愛サスペンス（日语：新花織高校恋愛サスペンス）》
- 風之子、原名《日语：》
- 邱比特迷宮、原名《日语：》

## 関連人物
- 竹本泉